# امینه گولشه
آمنه گولشه (انگلیسی: Amine Gülşe؛ زادهٔ ۳۰ آوریل ۱۹۹۳) هنرپیشه، و مدل ترک تبار متولد سوئد است. وی در سال ۲۰۱۹ با مسعود اوزیل فوتبالیست مشهور ازدواج کرد.
از فیلم‌ها یا برنامه‌های تلویزیونی که وی در آن نقش داشته است می‌توان به هرگز تسلیم نمی‌شوم اشاره کرد.